# Бацилла (форма)

Для бактерий характерно большое разнообразие форм клеток

Баци́лла, или па́лочка (лат. bacilli, ед. ч. bacillum или bacillus — «палочка»), — палочковидная бактерия, способная образовывать споры, в отличие от неспороносных бактерий. Морфологически также выделяют так называемые коккобациллы, клетки которых более округлые, но длина клетки всё ещё превышает ширину, как, например, у Bacteroides fragilis, чумной палочки (Yersinia pestis), Bordetella bronchiseptica, гемофильной палочки (Haemophilus influenzae).
Бациллы могут образовать парные соединения — диплобациллы и цепочки — стрептобациллы. Примером стрептобациллы, дающей характерные и очень длинные, в виде извитых нитей, цепочки, является сибироязвенная палочка.
Образование спор служит одним из лучших признаков для классификации микробов. В зависимости от положения споры в клетке изменяется форма бациллы. К примеру, у столбнячной палочки (Clostridium tetani) споры обычно находятся на концах клеток, придавая последним форму барабанных палочек. Такие формы бактерий называются плектридиями.
У других форм, например у маслянокислых бактерий, споры образуются в средней части клеток, отчего последние получают веретенообразную форму. Такие формы называются клостридиями.
Палочковидная форма встречается у многих бактерий, в том числе у представителей семейств Энтеробактерии (Enterobacteriaceae), Bacillaceae , Lactobacillaceae , Brucellaceae , Pseudomonadaceae.